# Paolo Angelo Ballerini
Paolo Angelo Ballerini (Milano, 14 settembre 1814 – Seregno, 27 marzo 1897) è stato un patriarca cattolico italiano, arcivescovo di Milano che però non riuscì ad ottenere il consenso governativo a prendere possesso della sua sede dal Regno d'Italia.
L'urto sorto a causa sua fra il neonato governo e la Santa Sede fu risolto solo nel 1867, nominandolo patriarca titolare di Alessandria dei Latini.

## Biografia

### Ministero sacerdotale
Paolo Angelo Ballerini nacque a Milano, nella Contrada dei Ratti, in un'abitazione di una modesta famiglia di artigiani al numero 3191 (oggi via Cesare Cantù, 3). I suoi genitori erano originari del comune di Inveruno, nel milanese.
Intrapresa la carriera ecclesiastica, venne ordinato sacerdote il 16 luglio 1837. Venne nominato vicario generale dell'arcidiocesi dal 1857, dopo che il 21 dicembre 1857 l'arcivescovo Carlo Bartolomeo Romilli ebbe un colpo apoplettico, all'inizio del 1858 assunse le funzioni vicarie.

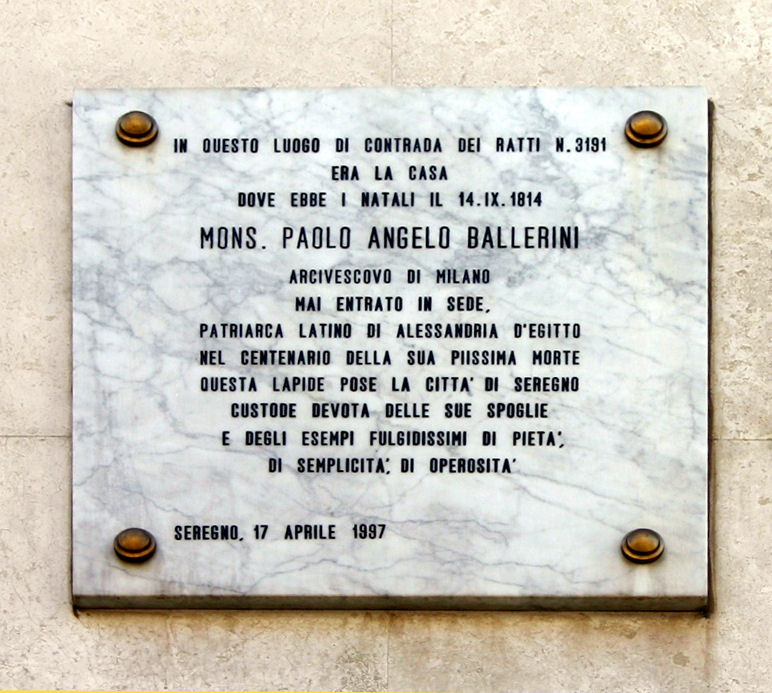
Lapide commemorativa sulla casa natale del patriarca Ballerini a Milano

### Ministero episcopale
Morto l'arcivescovo Carlo Bartolomeo Romilli, il 7 maggio 1859, Paolo Angelo Ballerini (rosminiano e patriota nel 1848, ma già nel 1849 temporalista e quindi anti-piemontese) fu indicato alla Santa Sede dal governo austriaco il 4 giugno 1859 (lo stesso giorno della battaglia di Magenta) come primo di una terna di nomi, in base al diritto di presentazione allora vigente secondo il concordato del 1855. Il 20 giugno 1859 papa Pio IX lo scelse come arcivescovo di Milano.

#### Il caso Ballerini

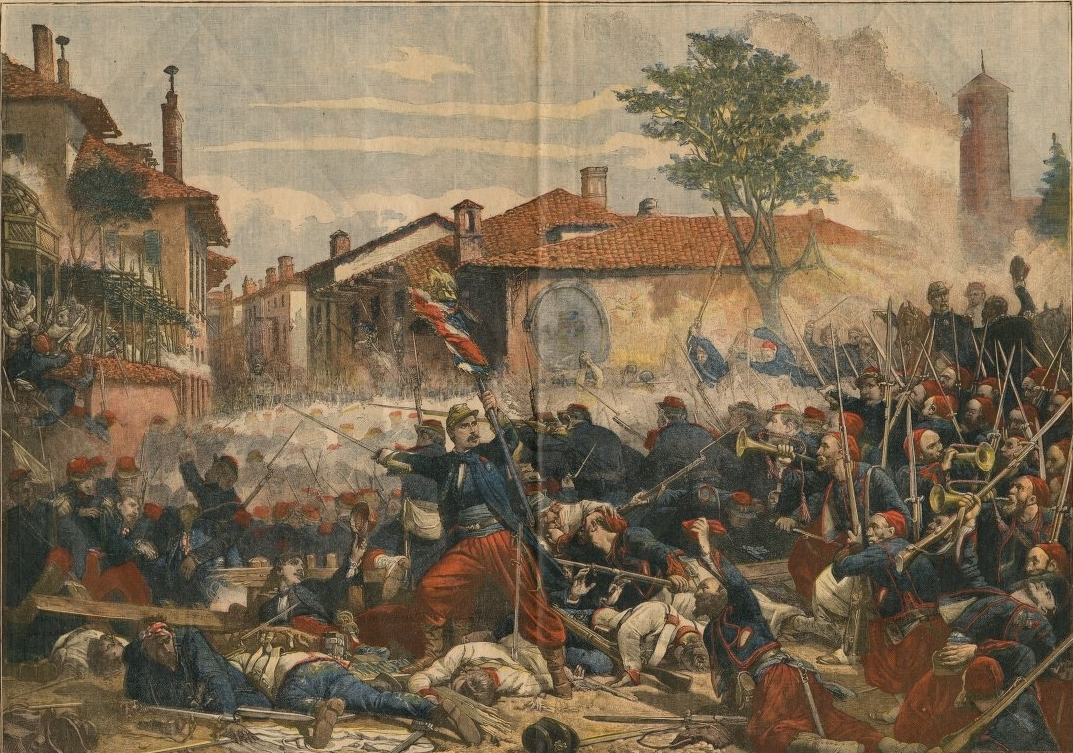
Episodio della Battaglia di Magenta, lo scontro che diede inizio alle operazioni per la liberazione della Lombardia e per la formazione dell'unità d'Italia

Nel frattempo, però, Milano era stata liberata: gli austriaci erano usciti dalla città già il 5 giugno e il giorno stesso la Deputazione municipale aveva approvato un indirizzo che rinnovava l'annessione della Lombardia al Regno di Sardegna già votata nel 1848, consegnato l'indomani al quartier generale del re Vittorio Emanuele II di Savoia (che sarebbe entrato in città l'8 giugno). Il giorno prima della nomina papale l'esercito austriaco era stato sconfitto nella battaglia di Solferino e San Martino. La popolazione milanese, che aveva visto la nomina del Ballerini come un ultimo sopruso austriaco, impedì allora il rientro del neoeletto arcivescovo a Milano. Il governo piemontese sostenne la nullità della nomina che era soggetta al regio placet ed impedì, anche militarmente, la presa di possesso dell'arcidiocesi, rafforzato nella sua pretesa dalla pace di Zurigo (10 novembre 1859), con la quale l'Impero d'Austria cedeva la Lombardia alla Francia, che la retrocedeva al Regno di Sardegna.
Nonostante tutto, l'8 dicembre 1860 ricevette l'ordinazione episcopale dal vescovo Carlo Caccia Dominioni.
L'arcivescovo Ballerini si rifugiò dapprima nel Canton Ticino, poi in Brianza, prendendo dimora a Vighizzolo, presso Cantù all'estremo confine dell'arcidiocesi, dove tuttavia fu contestato dai liberali per poi trasferirsi a Seregno, dove ebbe migliore accoglienza.
Tra il Regno di Sardegna, che da lì a poco diventerà il Regno d'Italia, e la Santa Sede, il caso Ballerini diventò uno dei maggiori motivi di conflitto. La Chiesa vedeva un'arcidiocesi importante come quella di Milano privata del proprio presule in quanto impedito dall'autorità civile, mentre da parte dello Stato si sottolineava la scorrettezza di nominare un arcivescovo su designazione di uno stato come quello austriaco che non esercitava più la sua sovranità sul territorio dell'arcidiocesi.
Mons. Ballerini si considerava a pieno titolo arcivescovo di Milano ed esercitava le sue funzioni attraverso il suo vicario generale Carlo Caccia Dominioni, già vescovo ausiliare al tempo dell'arcivescovo Carlo Bartolomeo Romilli. L'autorità civile si mise in contrasto anche con il vicario, spingendolo a rifugiarsi in volontario esilio nel seminario di Monza il 15 luglio 1861 ed arrivando in seguito al suo arresto. Per la Santa Sede Carlo Caccia Dominioni era vicario generale della sede impedita, ma l'autorità civile lo considerava solo vicario capitolare di una sede vacante. Il clero della stessa arcidiocesi era diviso fino al punto di rottura fra temporalisti o intransigenti (clero regolare e oblati dei Santi Ambrogio e Carlo, titolari della formazione nei seminari) e liberali o conciliatoristi (clero secolare), ma la soluzione delle dimissioni dell'arcivescovo era ormai resa impossibile dalla questione di principio.
La questione durò con rigida contrapposizione per anni fino a quando morì il vescovo Caccia Dominioni, il 6 ottobre 1866. Il capitolo dell'arcidiocesi di Milano elesse come nuovo amministratore diocesano il sacerdote Filippo Carcano; mons. Ballerini non gradì questa nomina e, nei primi mesi del 1867, siccome non fu trovata una soluzione conciliativa, l'arcivescovo Ballerini rinunciò all'arcidiocesi ed il 27 marzo 1867 venne nominato patriarca titolare di Alessandria dei Latini.
Nella stessa data, come arcivescovo di Milano venne nominato Luigi Nazari di Calabiana, fino ad allora vescovo di Casale Monferrato, che era senatore del Regno e molto apprezzato da Casa Savoia. Egli prese possesso della diocesi il 23 giugno 1867. La crisi era finita.
Il titolo di patriarca era molto onorifico e non implicava cure d'anime, tant'è che mons. Ballerini risiedette a Seregno fino alla morte, avvenuta esattamente trent'anni dopo la nomina patriarcale, il 27 marzo 1897.
Il monumento funebre di Paolo Angelo Ballerini, eseguito nel 1898 ad opera dello scultore Francesco Confalonieri (1850 - 1925), si trova a Seregno, nella Basilica Collegiata di San Giuseppe.

### Il cattolicesimointransigente

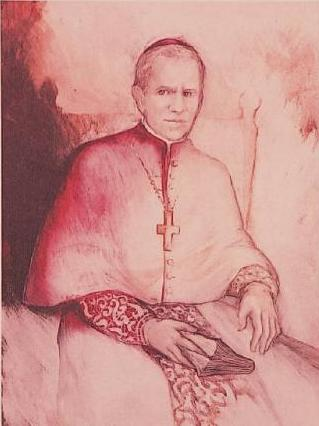
Paolo Angelo Ballerini

Il nuovo arcivescovo di Milano, Luigi Nazari di Calabiana veniva considerato un esponente dei conciliatoristi come venivano chiamati quegli esponenti cattolici che cercavano di diminuire l'attrito tra lo stato e la Chiesa. Per contro l'ormai patriarca Ballerini, nel suo quasi esilio di Seregno, veniva considerato il punto di riferimento degli intransigenti cioè per quei cattolici che si ponevano in totale opposizione alle ingerenze dello stato nei temi religiosi. Durante il Concilio Vaticano I del 1870, Ballerini sostenne la proclamazione del dogma dell'infallibilità papale, mentre Calabiana appartenne alla minoranza anti-infallibilista, anche se poi obbedì e invitò la sua arcidiocesi all'obbedienza.

## Opere
- Sancti Ambrosii Mediolanensis episcopi..., Opera omnia, curante P.A. Ballerini, I-VI, Mediolani, e Typographia Sancti Josephi, 1875-1883.

## Genealogia episcopale e successione apostolica
La genealogia episcopale è:
- Cardinale Scipione Rebiba
- Cardinale Giulio Antonio Santori
- Cardinale Girolamo Bernerio, O.P.
- Arcivescovo Galeazzo Sanvitale
- Cardinale Ludovico Ludovisi
- Cardinale Luigi Caetani
- Cardinale Ulderico Carpegna
- Cardinale Paluzzo Paluzzi Altieri degli Albertoni
- Papa Benedetto XIII
- Papa Benedetto XIV
- Papa Clemente XIII
- Cardinale Giovanni Carlo Boschi
- Cardinale Bartolomeo Pacca
- Papa Gregorio XVI
- Arcivescovo Carlo Bartolomeo Romilli
- Vescovo Carlo Caccia Dominioni
- Patriarca Paolo Angelo Ballerini

La successione apostolica è:
- Vescovo Eugenio Biffi, P.I.M.E. (1882)